# Jake Wesley Rogers
Jake Wesley Rogers (Springfield, Missouri, 1996. december 19. –) amerikai énekes és dalszerző.

## Életrajz
Rogers Springfieldben nőtt fel, ahol 6 évesen tanult meg gitározni, és 12 évesen kezdett zongorázni és énekhangon edzeni. Ötödik osztályos korában kezdett fellépni színházi produkciókban, majd nem sokkal ezután dalokat írt. Fiatal korában olyan művészek képző koncertjein vett részt, mint Lady Gaga és Nelly Furtado. Hatodik osztályban melegnek tűnt, és bár családja támogatta, úgy érezte, el kell rejtenie orientációját a szülővárosa kulturális klímája miatt.
Rogers 18 évesen Nashville-be költözött, hogy dalszerzőt tanuljon a Belmont Egyetemen. 2018-ban végzett.

## Diszkográfia
- Evergreen (2017)
- Spiritual (2019)
- Pluto (2021)
- LOVE (2022)

## További információ
- Hivatalos oldal
- Jake Wesley Rogers a Facebookon
- Jake Wesley Rogers az Internet Movie Database-ben (angolul)
- Jake Wesley Rogers a Rotten Tomatoeson (angolul)
- Jake Wesley Rogers az Instagramon
- Jake Wesley Rogers a Twitteren
- Jake Wesley Rogers a YouTube-on
- Jake Wesley Rogers a Spotify-on